# Partido Comunista del Perú - Patria Roja
El Partido Comunista del Perú - Patria Roja (PCP-PR), más conocido solamente como Patria Roja, es un partido político peruano de izquierda, fundado en 1970 como una escisión del Partido Comunista del Perú - Bandera Roja. Su ala juvenil es la Juventud Comunista del Perú.

## Historia

### Antecedentes
José Carlos Mariategui, pensador peruano de inicios del siglo XX fundó el Partido Socialista Peruano en 1928. Ello debido a que fue él quien asumió el marxismo en Europa en la década de 1920, considerado uno de los principales intelectuales de América Latina al realizar un estudio integral de la realidad peruana desde el marxismo mediante sus 7 ensayos de interpretación de la realidad peruana.
Además de organizar el Partido Socialista del Perú, Mariátegui también alentó la creación de la Confederación General de Trabajadores del Perú (CGTP) en 1929 y la "Federación de Yanaconas".
Una vez muerto Mariátegui, en 1930 Eudocio Ravines, siguiendo las órdenes de Moscú, renombra el partido como Partido Comunista Peruano (PCP)(°) (Nota: el acuerdo de llamarse "Partido Comunista" se toma el 4 de marzo de 1930, en una reunión que el mismo Mariategui la preside un mes antes de se muerte, en esa fecha también se crea la sección juvenil y Mariategui en esa misma fecha por acuerdo del Comité, le encargan a Jorge del Prado la organización de la Juventud, que a partir de entonces se denomina "Juventud Comunista Peruana". que para entonces era el Grupo Rojo Vanguardia))
Después de 1930, el PCP (original)tuvo problemas y diferencias con las dictaduras militares y los gobiernos de derecha, al igual que otras agrupaciones políticas de la época. Además, tuvo que enfrentar al Partido Aprista fundado por Víctor Raúl Haya de la Torre, un movimiento de masas de corte socialista y abiertamente anticomunista.
El PCP influenció con sus ideas a la CGTP, a la Federación de Estudiantes del Perú (FEP), a los movimientos feministas y de lucha internacionalista, apoyando las luchas por el socialismo en el mundo y a la Unión Soviética.
Sin embargo, en las décadas de 1950 y 1960, el PCP encabezado por Jorge del Prado derivó en posiciones reformistas que rebajaron su influencia, años después como consecuenua de ello recién se funda el PC del P, conocido como "Patria Roja", de fuerte orientación maoísta que propugnaba la revolución "del Campo a la Ciudad",  hoy de modo realista ha renunciado a esas posiciones inclusive a su antiguo lema "El poder nace del fusil". (Tomado del Libro Rojo de Mao).

### Origen y fundación
La polémica y posterior ruptura en 1963 entre el Partido Comunista de la Unión Soviética y el Partido Comunista de China sirvió como catalizador de aquel proceso, que tuvo un hito importante en la IV Conferencia Nacional realizada en 1964, donde se consumó la primera gran ruptura orgánica del partido en dos facciones: una prosoviética y otra prochina. Esta última facción se separa para conformar otra organización: el Partido Comunista del Perú - Bandera Roja, de corte maoísta, liderado por Saturnino Paredes. En ese periodo también aparecieron otras organizaciones de izquierda, inspiradas en el triunfo de la revolución cubana, el trotskismo, el foquismo y los movimientos de liberación de los países coloniales, mientras que el PCP original es dirigido por Jorge del Prado.
En 1968 diversas bases, entre las que se encontraban el Comité Regional de Ica, la Comisión Nacional de Organización y el Comité Político Militar Patria Roja, conforman una «Comisión Nacional Reorganizadora», enfrentada a la posición dogmática de la dirección del PCP-Bandera Roja encabezada por Saturnino Paredes. Esta fase culmina en la VI Conferencia Nacional celebrada en 1969 donde se decide la expulsión del grupo encabezado por Paredes y se acuerda la creación del Partido Comunista del Perú - Patria Roja en 1970 con el objetivo de influenciar al movimiento obrero, campesino y barrial. Logró una oposición eficaz contra el Gobierno Revolucionario de la Fuerza Armada.

### Unión de Izquierda Revolucionaria
La izquierda luego de un intento unitario que fracasa, participa dividida en las elecciones generales de 1980. El PCP-PR orientó la formación del UNIR, que se convierte en un referente importante para los sectores populares. En la participación electoral el UNIR llevó como candidatos a Horacio Zeballos, Rolando Breña y Castro Lavarello, obteniendo la más alta votación de la izquierda y una importante presencia en el parlamento.
En 1980 el grupo terrorista Sendero Luminoso (otra escisión de "Bandera Roja",inicia sus acciones violentas, hecho que tendría profundas repercusiones para el país y para el desarrollo de la izquierda peruana. Esta fue una organización maoísta, que derivó en la perversión de su ideología en el país.
Luego el PCP-PR y el UNIR participaron en la conformación del referente político-social de izquierda más importante de la historia republicana, la Izquierda Unida. La IU alcanzó importantes escaños parlamentarios, gobiernos locales e incluso la alcaldía de Lima con Alfonso Barrantes, gestiones caracterizadas por la participación popular y el desarrollo social.
Para 1985 la IU se convirtió en la segunda fuerza política del país después del APRA. Sin embargo, la vacilación de Barrantes como líder, las pugnas internas y el sectarismo de los partidos causaron la crisis y ruptura de la IU en 1989, que derivó en un repliegue electoral de la izquierda en la década de 1990.

### Movimiento Nueva Izquierda
El Partido Comunista del Perú - Patria Roja es una organización política de ideología marxista-leninista.
Con alcance nacional, el partido influencia con sus ideas en la conducción de los maestros en el SUTEP y los estudiantes en la FEP, así como en el movimiento campesino a través de las "Rondas Campesinas".
En 1994 el partido funda el Movimiento Nueva Izquierda (MNI).

#### Elecciones generales de 2006
En el 2006, obligado a ir sólo en las elecciones generales, aliándose con el Partido Comunista Peruano como candidato a "Alberto Moreno" en la que obtiene una muy baja votación.

#### Elecciones municipales de 2010
Susana Villarán postuló a la Alcaldía de Lima en las elecciones municipales de Lima de 2010, que se realizaron 3 de octubre de 2010. Para tal meta formó una alianza con el Movimiento Nueva Izquierda, el Movimiento Tierra y Libertad y el Movimiento político Lima para Todos. En el marco de la campaña política, Villarán expresó que su candidatura representaba una izquierda moderna, democrática y progresista, evitando acercamiento con algunos sectores de la izquierda, como el Partido Nacionalista Peruano liderado por Ollanta Humala.
Inició su campaña con una baja intención de voto, que aumentó considerablemente en las últimas semanas de campaña; incluso llegó a una intención de voto del 45%, posicionándose así en el primer lugar de las encuestas. Esta subida se debió a diversos factores, los más importantes fueron la tacha de la candidatura de Alex Kouri, así como la campaña de desprestigio protagonizada por el programa televisivo del periodista Jaime Bayly contra la lideresa del partido de la oposición, Lourdes Flores. Entre estos actos están la difusión de un extracto de audios en donde su rival Lourdes Flores parece expresarse despectivamente sobre las elecciones y la alcaldía, así como la vinculación de Flores con el empresario Adolfo Carhuallanqui, acusado en ese entonces de narcotráfico por la fiscalía. Jaime Bayly luego reconocería que acosó excesivamente a Lourdes Flores en las elecciones del año 2010 y que "tendría que haber sido más equilibrado".
La alianza electoral encabezada por Villarán obtuvo 1,743,712 votos, que representan el 38.393% de los votos válidos.

#### Elecciones generales del Perú de 2011
El 18 de marzo de 2011, Manuel Rodríguez Cuadros y su plancha presidencial renunciaron a su candidatura, sin embargo, se mantuvieron la lista del partido al Congreso de la República y al Parlamento Andino, aunque no lograron superar la valla electoral del 5% de los votos, perdiendo el partido su inscripción.
En julio de 2012 su inscripción como partido político fue cancelada por el Jurado Nacional de Elecciones por no superar la valla electoral en las elecciones generales del Perú de 2011.

#### Proceso de Revocatoria de 2013
Durante el proceso electoral de revocatoria convocado para decidir la permanencia de la alcaldesa y de la totalidad de regidores de la Municipalidad Metropolitana de Lima, Fuerza Social experimentó una victoria pírrica. Si bien su máxima lideresa, la alcaldesa Susana Villarán, logró mantenerse en el cargo por un estrecho margen de votación, 20 de los 21 regidores que mantenían el Consejo Metropolitano de Lima fueron revocados. Con este resultado, y de acuerdo a la normativa electoral, los cargos que estos regidores dejarán vacantes deberían ser cubiertos por sus respectivos accesitarios hasta que se celebren las elecciones complementarias. Sin embargo, Fuerza Social sólo cuenta con 17 de accesitarios, por lo que las tres vacantes faltantes deberán ser cubiertas por miembros del Partido Popular Cristiano. Ello conllevó a que Fuerza Social pierda la mayoría que tenía en el Concejo.
Tras esto Movimiento Nueva Izquierda regresa a su nombre Partido Comunista del Perú - Patria Roja desde el 2015 y a la coalición Frente Amplio

### Elecciones generales del Perú de 2016
Tras ganar las elecciones internas en elecciones abiertas ciudadanas, del Frente Amplio en octubre de 2015, fue la candidata a la presidencia de la República por dicha coalición en las elecciones generales realizadas el 10 de abril de 2016. Mendoza alcanzó el tercer lugar, con 18,8 % de los votos válidos emitidos.
Durante esa campaña, usuarios de Facebook difundieron supuestos videos donde Mendoza participaba en una reunión en la que ella hablaba de la organización terrorista Sendero Luminoso. Esto fue blanco de críticas por algunas personas. Pero este se desmintió, ya que los videos difundidos eran parte de un evento por los 50 años de Vanguardia Revolucionaria en el 2015, que fueron sacado de contexto.
Posteriormente, en el marco de la segunda vuelta de dichas elecciones, el Partido Comunista, Mendoza y otros partidos de izquierda deciden apoyar la candidatura de Pedro Pablo Kuczynski para evitar la victoria del fujimorismo representada en ese entonces por Keiko Fujimori.

### Gobierno de Martín Vizcarra
Patria Roja apoyó las medidas anticorrupción del presidente Martín Vizcarra, como el referéndum constitucional peruano de 2018.
A la igual que el 30 de septiembre del 2019 la Disolución del Congreso de la República del Perú en 2019, el partido salió a favor de esa decisión.

### Protestas en 2020
Las protestas en Perú de 2020 fueron una serie de manifestaciones y disturbios a nivel nacional desencadenados tras la declaratoria de vacancia presidencial por incapacidad moral del presidente peruano Martín Vizcarra. Estas comenzaron el 9 de noviembre y duraron poco más de una semana.

## Procesos electorales en los que participó

### Elecciones presidenciales

#### Desde 1980 hasta la actualidad
|  | 2.8 % |

|  | 24.6 % |

|  | 8.23 % |

|  | 0.06 % |

|  | 0.33 % |

|  | 36.51 % |

|  | 53.1 % |

|  | 0.27 % |

|  | 18.74 % |

|  | 7.86 % |

### Elecciones parlamentarias

#### Congreso bicameral
|  | 4.6 % |

|  | 4.7 % |

|  | 25.2 % |

|  | 24.4 % |

|  | 9.8 % |

|  | 9.8 % |

#### Congreso unicameral
|  | 1.88 % |

|  | 2.56 % |

|  | 26.30 % |

|  | 1.24 % |

|  | 0.84 % |

|  | 13.94 % |

|  | 4.80 % |

|  | 6.59 % |

### Elecciones al Parlamento Andino
|  | 0.95 % |

|  | 0.64 % |

|  | 15.46 % |

|  | 6.98 % |